# لیگ دسته‌یک والیبال مردان ایران ۱۳۷۴
لیگ برتر والیبال ایران ۱۳۷۴ ششمین دوره مسابقات دسته‌یک والیبال ایران می‌باشد. در این دوره ۸ تیم شرکت داشتند و در در پایان تیم فجر سپاه تهران همانند دوره پیشین به قهرمانی این دوره از رقابت‌های لیگ ایران رسید. در پایان فجر سپاه تهران به قهرمانی این دوره از لیگ رسید.

## جدول رده‌بندی
| رتبه | تیم            |
| ---- | -------------- |
| ۱    | فجر سپاه تهران |
| ۲    | پرسپولیس تهران |
| ۳    | ذوب‌آهن اصفهان  |

## رده‌بندی نهایی
| رتبه | تیم            |
| ---- | -------------- |
| 1    | فجر سپاه تهران |
| 2    | پرسپولیس تهران |
| 3    | ذوب‌آهن اصفهان  |

|  | راه‌یافته به جام صلح ۱۹۹۶ |

| قهرمان فصل ۱۳۷۴ لیگ برتر ایران |
| ------------------------------ |
| فجر سپاه تهران دومین قهرمانی   |

|  |  |